# Ali Badrakhan
Ali Badrakhan (àrab: علي بدرخان, ʿAlī Badraẖān) (el Caire, Egipte, 25 d'abril de 1946) és un director de cinema i guionista egipci, fill del director Ahmed Badrakhan. Va treballar com a assistent de Fatin Abdel Wahab a Ard el-nefak el 1968, i amb Youssef Chahine a les pel·lícules Selection el 1971 i Al Asfour el 1974. La seva primera pel·lícula va ser The Love That Was (1973) amb Soad Hosny. Badrakhan va col·laborar amb Naguib Mahfouz, Salah Jahin i Ahmed Zaki.

## Biografia
Badrakhan és fill d'Ahmed Badrakhan, d'ascendència kurda, i Salwa Allam i neix al Caire el 25 d'abril de 1946.

## Filmografia
| Any  | Títol              | Àrab           | Notes                          |
| ---- | ------------------ | -------------- | ------------------------------ |
| 1969 | Nadia              |                |                                |
| 1975 | Karnak             | الكرنك         | Director, guionista            |
| 1978 | Shafika wa Metwali | شفيقة ومتولي   | Director, guionista            |
| 1981 | Ahl el qema        | أهل القمة      | Director, guionista            |
| 1986 | Al-gough           | الجوع          | Director, guionista, productor |
| 1991 | Al-Ra'i wal Nisaa  | الراعى والنساء | Director, Productor            |
| 2002 | Desire             | Al-Raghba      | Director                       |